# Mosjøen

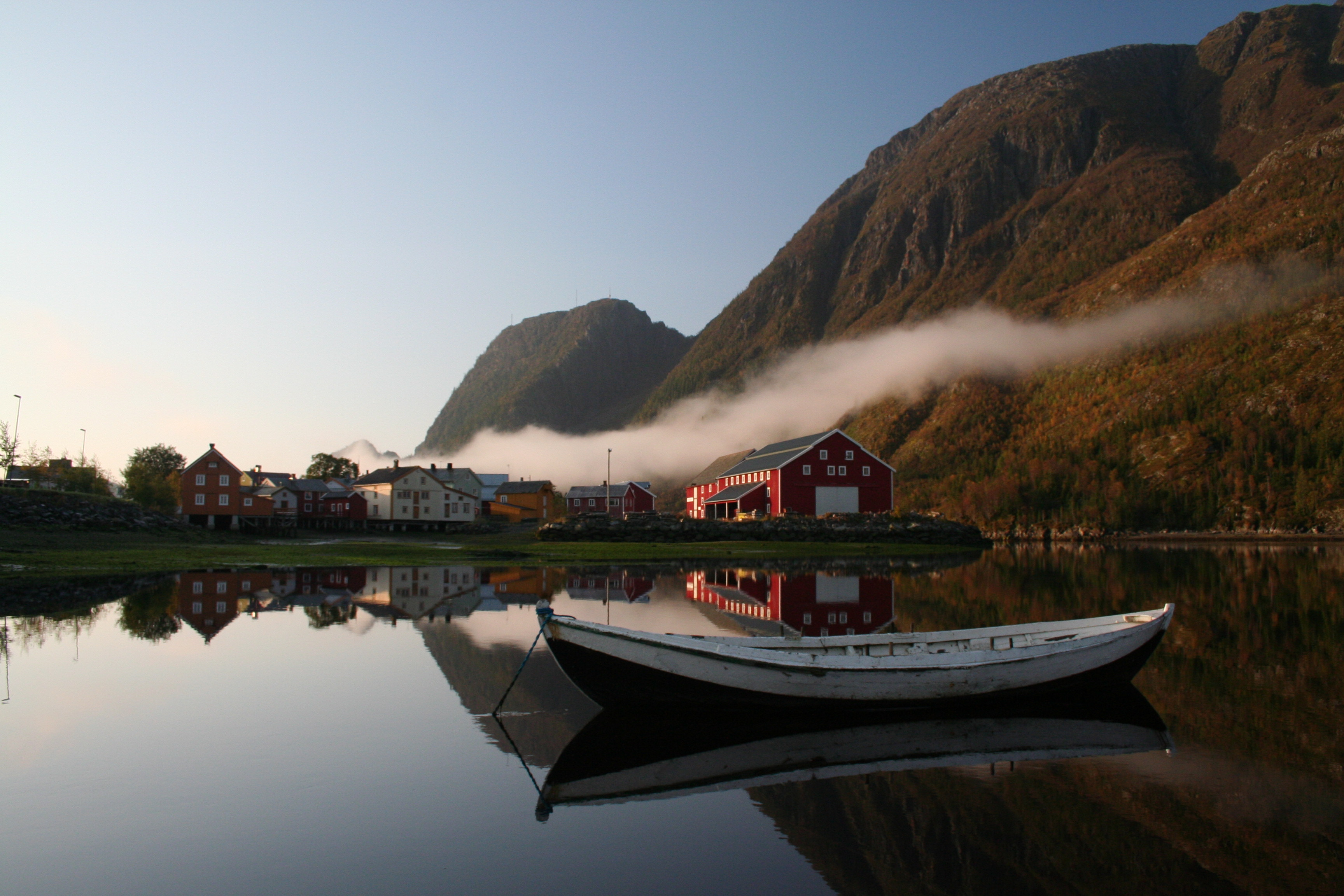
Świt w Mosjoen

Mosjøen – miasto w środkowej Norwegii, w gminie Vefsn w okręgu Nordland. Położone u ujścia rzeki Vefsna. Mieszka w nim 9 820 mieszkańców (2016). Zostało założone na przełomie XVII i XVIII wieku, a prawa miejskie otrzymało w 1875 roku. W mieście znajduje się huta aluminium. Atrakcją turystyczną jest ulica Sjøgata z dziewiętnastowieczną drewnianą zabudową, na której znajduje się m.in. najstarszy hotel w północnej Norwegii.